# Hosszúhetény
Hosszúhetény là một thị trấn thuộc hạt Baranya, Hungary. Thị trấn này có diện tích 45,27 km², dân số năm 2010 là 3424 người, mật độ 76 người/km².